# 鉄鍋のジャン!!2nd
『鉄鍋のジャン!!2nd』は（てつなべのジャン セカンド）は、西条真二による日本の料理漫画。『月刊ドラゴンエイジ』（KADOKAWA 富士見書房）にて、2017年2月号（2017年1月7日発売）から2020年1月号（2019年12月9日発売）まで連載。一部完とされているが二部は作成されていない
1995年から2000年に『週刊少年チャンピオン』（秋田書店）に連載された料理漫画『鉄鍋のジャン!』、および2006年から2008年に同誌で連載された『鉄鍋のジャン!R頂上作戦』の続編。
料理監修は料理家の今井亮と料理研究家のムラヨシマサユキが共同で行っている。作業分担は、ムラヨシが対戦相手側の料理を主に考え、今井がジャンたちが作る中華料理を考えている。作業の流れとしては、西条が次に使用する料理のアイデアを伝え、今井とムラヨシが数案のメニューを考えて返答する。案の中から最終的に作品に登場させることになったメニューのレシピを具体的に考える。3話には酢豚だけで6種類ほど登場するが、提案したものの採用されなかったメニューが使用されている。

## あらすじ
大谷千年が店長を務めるスープ餃子チェーン店に現れた少年は、一番売れているというスープ餃子を酷評し、それに勝る餃子を作り上げた。その少年こそが、かつて若手中華料理人選手権で名を馳せた料理人を両親に持つ秋山醤（ジャン）であった。
千年の叔父であり、ジャンの両親とは不倶戴天の敵であった料理評論家・大谷日堂はジャンの存在を知ると、ジャンの勤める銀座五番町飯店ごと叩き潰すべくニューヨークから大谷一族の料理人4人を呼び寄せるが、4人のうちの2人はジャンにあっさりと負ける。ジャンの腕前を恐れた日堂は、旧知の仲である全日本中華料理連盟会長の崔信典に掛け合って、大規模な料理大会「全日本中華料理王決定戦」を開催する。

## 主な登場人物
秋山醤（あきやま ジャン）
本作の主人公。前作の主人公であり同名の秋山醤と、五番町キリコの息子。作中では父親と区別するために父親の方を「ジャン(父)」彼の方を「ジャン(息子)」のように表記される。登場人物達は「秋山Jr」とも呼んでいる16歳。髪型以外の外見は父親にうり二つだが、本人は不本意だと語っている。母譲りの「心の料理」を信条としているが、勝負でない料理は気が抜けているという欠点も。秋山姓を名乗る前は「五番町醤」だった。
「五番町飯店の正当な跡継ぎ」を自称するが、父親同様に店の者達に迷惑をかけることも多い。しかし、何だかんだで将来を期待され、五番町飯店の法的名義もジャンに書き換えられている。性格は父親譲りの傲慢なところもあるが、それでも父親に比べればまだ礼儀正しい
小此木マリオと「料理勝負で負けたほうが髪を切る」という約束をしていたが、全日本中華料理王決定戦2回戦でグループ内2位通過であったため、髪を切られているが父親とは違い坊主ではないがベリーショート。マリオも同様に2位通過であった事がバレて後に髪を切られた。
最終的にマリオ、ロペス・アギーレとの三つどもえの決勝戦で圧倒的な評価を受けて優勝するが、キリコにはまだまだ半人前と叱責されてしまう。
五番町方の祖父、葉六のもとにジャン(父)、キリコに付いて乗り込む際に、彼女に自分が半年後には兄になるという事実を聞かされて驚愕するシーンで本作は幕を閉じる。

### 五番町飯店
五番町キリコ
ジャン（本作の主人公）の実の母親。回想シーンでのみ登場だったが、最終話で姿を見せた。
「心の料理」を信条とする点は前作と同じであるが、信条を押し付けるエゴイスティックな部分が出てきており、ジャンをスパルタ式に鍛えた。
ジャンの父親である秋山醤のことは「大好き」であるらしいが、同時に恨んでもいるらしく、息子のジャンは父親の秋山醤を倒すことが母の恨みを晴らすことに繋がるという考えを持つようになってしまっている。もっとも、夫とは今も行動を共にしており、新たに子供まで作っており最終話の半年後にはジャン〈息子〉は兄になる予定という状況。
ジャン（息子）のそれまでの口ぶり、またジャン(息子)の名字が「五番町」から「秋山」に変わっているなどの事情により、周囲のキャラクターは彼女が亡くなっていると思っていたらしく、登場の際は小此木マリオをはじめみんな生きていることに驚いていたが、ジャン(息子)自身はキリコが死んだなどと一言も言っていなかったため不思議そうに答えている。
五番町弥一
前作からの登場人物。五番町飯店の総料理長を務める。
湯水あんん（ゆみず あんん）
前作の登場人物、湯水スグルと湯水花梨（旧姓・刈衣）の娘で、双子の妹。17歳。釣り目の方。見習い料理人で、経理も担当する。姉のるぅいに比べると強気かつ打算的で、母親の経営戦略でジャンの彼女を自称するが、当のジャンとは喧嘩が多い。
湯水るぅい（ゆみず るぅい）
前作の登場人物、湯水スグルと湯水花梨の娘で、双子の姉。17歳。たれ目の方。見習い料理人。妹のあんんに比べると温和な性格で、あんんのフォローに回ることも少なくない。
ジャンは目と眉の角度で2人を区別しているがそれを逆手に取られて騙されたりもした。
小此木マリオ（おこのぎ マリオ）
18歳の見習い料理人。前作の登場人物である小此木タカオとセレーヌ小此木（旧姓・楊）の息子。神戸市出身。「料理はジョワイユーズ（楽しさ）」がモットー。 両親は神戸で中華料理店「シードラゴン」を営んでおり、四つ子の妹がいる。
以前にジャンと料理勝負をしており勝ったことがあるが、ジャンの認識では引き分け。大谷主水との料理勝負に手を挙げ、ジャンの料理には負けたものの、主水には勝る料理を作った。表情は父親似だが、性格はやや高慢で長い物に巻かれる主義。言葉遣いは本来は神戸弁だが、前半の時点では標準語に時折神戸弁が混じる話し方であり、後半になりジャンらと一緒に実家に立ち寄った際、妹たちに標準語になっている事を指摘されて以降は母親同様の神戸弁に戻った。
長髪だったが、全日本中華料理王決定戦2回戦でグループ内2位通過であったため、ジャン同様に髪を切られている。

### 大谷一族
「神の舌」を持つとされる大谷日堂を中心とする中華料理界でも絶大な発言権を持つ一族。
大谷日堂（おおたに にちどう）
前作の登場人物。日本の料理界に大きな権力を持つ料理評論家。
前作と同様に「神の舌」は健在で、味わっただけで使われた食材や調味料を全て当てることもできる。欠点のある料理はいくらでも貶める発言ができるが、欠点の無い料理にはそれがジャンの料理であり本人の意に沿わなくても正当に評価する。全日本中華料理王決定戦においても、出場する大谷ファミリーに有利になるような策は用いず、あくまで料理の腕で醤（息子）を倒すことを願っている。
大谷千年（おおたに せんねん）
日堂の甥。25歳。ボリューム感のあるアフロヘアーが特徴で、「料理はルックス」がモットー。
日堂の経営するスープ餃子専門店の店長を務めていたが、日堂の指示通りの原材料を使わず、独断で仕入れ値の安かった高級な小麦粉を使用したり、小麦粉の熟成が十分でなかったため、店を訪れたジャンに敗北。さらに指示を無視していた事実を居合わせていた日堂本人にもバレてしまった結果、店長からトイレ掃除に格下げとなる。その後もジャンに料理勝負を挑んで返り討ちにされる。
全日本中華料理王決定戦2回戦では同グループとなったジャンに食材の下ごしらえが万全ではなかったため1点差で敗れ、日堂に三度激怒される。
大谷水月（おおたに みづき）
前作の登場人物。日堂の養女。ニューヨーク居住で作中では登場していない。妊娠中のため日堂の招聘には応じられなかった。
大谷帯刀（おおたに たてわき）
ジャンを潰すために日堂に招聘された料理人の1人。大柄な体格でジャンからは「デブ」呼ばわりされる。「料理は力」がモットーで、ジャンに刀削麺の早作り勝負を挑み、惨敗する。
全日本中華料理王決定戦では決勝戦に残るものの、1回戦で筍有明に敗れる。
大谷主水（おおたに もんど）
ジャンを潰すために日堂に招聘された料理人の1人。モヒカン状のヘアスタイルをしている。「料理は味」がモットーで、イタリア料理風の七色刀削麺を作るが、ジャンとマリオに惨敗する。
全日本中華料理王決定戦では決勝戦に残るものの、1回戦で阿武隈美紗に敗れる。
大谷水蓮（おおたに すいれん）
ジャンを潰すために日堂に招聘された料理人の1人。木琴の姉。
大谷木琴（おおたに もっきん）
ジャンを潰すために日堂に招聘された料理人の1人。水蓮の弟。「料理は努力」をモットーとし、才能に加えて日々の努力を怠らない。高校生のころに秋山醤（父）の料理に感銘を受けると同時に料理人として怖れを抱く。ジャンは父親に劣るとの評価を出している。

### 全日本中華料理王決定戦
決勝戦出場者
数回の予選を経て、48名が決勝戦に進出した。
伍 行姫（ご ぎょうき）
前作の登場人物・伍行壊（五行道士）の娘。初登場時は21歳だが、中学生や小学生のような外観をしている。
ジャンとは以前から知り合いであり、「五行姐さん」と呼ばれている。父同様に裏食医の技術を持っており、ジャンからは「気に入らないヤツには毒を盛る」と紹介されたが本人は否定している。
阿武隈 美紗（あぶくま ミーシャ）
前作の登場人物・阿武隈源司の娘。初登場時は16歳。父の経営する北海道の中華料理店「胡獱王（とどおう）」の料理人で、眼鏡をかけている。父同様に「お茶の間の料理アイドル」として既に知名度はある。
ロペス・アギーレ
秋山醤（父）の下で働く料理人。初登場時は24歳。秋山醤（父）と料理勝負をするために、息子のジャンを打ち負かすべく参加する。
正式に百蘭王を継いだ黄蘭青（前々作の登場人物）の配下でもあり、秋山階一郎と五番町睦十が桃明輝と共に第二次世界大戦中に奪った山下財宝、百蘭王の財宝を取り戻すことを目的に、五番町飯店グループの乗っ取りを行うために動いている。
筍 有明（じゅん ありあけ）
筍智秀の息子。大谷帯刀を上回る体格で、1回戦で大谷帯刀を下す。
沢田東雲（さわだ しののめ）
六本木「崑崙」の女性料理人。沢田圭との関連は不明。決勝に進出したが1回戦でロペス・アギーレに敗れる。

決勝戦審査員
5人とも過去作の登場人物。大谷日堂が醤（父）に恨みを抱く者という基準で選択したが、大谷の思惑とは違い、「息子」をいじめてうさを晴らすつもりはなく、ジャン（息子）への評価は正しく行なうと宣言した。
沢田 圭（さわだ けい）
六本木「崑崙」の店主。短髪になり顎髭を生やすなど、前作とは容姿が大きく変化している。モットーは「料理は炎と氷」。
ザザビー本郷（ザザビー ほんごう）
カリフォルニア在住。モットーは「料理はユニバーサル」。
藤田 貫一（ふじた かんいち）
中華薬膳料理店「藤田」の料理人。モットーは「料理は薬膳」。
筍 智秀（じゅん ともひで）
中華料理店「東洋楼」の店主。モットーは「料理は伝統」。本作では髭を蓄え、禿頭となっている。沢田との交友は続いており、東雲との面識もある。
自分と息子（有明）の留守中に店で難癖をつけた大谷帯刀らを良く思っていない。
エリザ・サトウダ
世界的な中華料理チェーン店「十三龍」の総帥。旧姓・バートリー。モットーは「料理は魔法」。このモットーは前作では佐藤田十三がとなえていたもの。

### その他の登場人物
崔 信典（さい のぶのり）
前作から引き続き、全日本中華料理連盟会長を務めている。年齢は100歳を超えているが、女性連れでハワイ旅行を楽しむなど衰える気配が無いが、これだけ元気なのには過去のある出来事に理由がある。
第1作より過去を描いたスピンオフ作品「五行クンの楽しい香港生活」では初老の姿で登場。この当時から同連盟の会長を務めている。
秋山爆（あきやま ばく）
名前とシルエットのみ登場。醤（父）の父親。
前作「R」の時点では醤（父）が物心つく前に死別したことが語られていたが、本作最終話にてキリコの口から妻のコウ共々、後述する五番町葉六に殺害されていたことが明かされた。
秋山コウ（あきやま コウ）
名前とシルエットのみ登場。醤（父）の母親。
五番町霞（ごばんちょう かすみ）
5巻にて名前のみ登場。睦十の妻でキリコの祖母にあたる女性。睦十が秋山階一郎から、その婚約者である彼女を奪い自分の妻としたことで2人は喧嘩別れしたと言われるが、「真偽のほどは定かではない〔ママ〕」。
五番町葉六（ごばんちょう ようろく）
名前とシルエットのみ登場。キリコの父で、弥一にとっては兄弟（どちらが兄かは言及なし）。他の秋山一族、五番町一族同様大谷の前に立ちはだかっていたことが語られているが、前述の一件から行方をくらまし、キリコ達の調査で現在は黄蘭青の元で匿われていることが判明。キリコと、共に登場した醤（父）が、葉六の元へ案内してもらうために黄を引っ立てるところで物語は幕を閉じる。
本作終了後に開始されたスピンオフ作品『五行クンの楽しい香港生活』にて34歳の姿が登場。前述の「秋山爆殺害」については、両者は本来ライバルにして親友の関係であり、葉六にも殺意はなく、料理勝負の末の事故であった事、それでも彼なりに罪悪感を持って五番町家を出奔し、日本を出た事が示唆されている
「五番町」姓だが、同世代の爆を除く秋山一族男子に共通する顔立ちをしており、五行の仲間である相永華から、本当は睦十と階一郎、どちらの息子なのかと聞かれている。

## 書誌情報
- 西条真二 『鉄鍋のジャン!!2nd』 KADOKAWA〈ドラゴンコミックスエイジ〉、全7巻
  1. 2017年6月9日発売[12] ISBN 978-4-04-072320-4
  2. 2017年11月9日発売[13] ISBN 978-4-04-072491-1
  3. 2018年4月9日発売[14] ISBN 978-4-04-072671-7
  4. 2018年11月9日発売[15] ISBN 978-4-04-072947-3
  5. 2019年5月9日発売[16] ISBN 978-4-04-073154-4
  6. 2019年8月9日発売[17] ISBN 978-4-04-073291-6
  7. 2020年1月9日発売[18] ISBN 978-4-04-073462-0